# Sinagoga de Trnava
La Sinagoga de Trnava o la Sinagoga status quo ante (en eslovac: Synagóga status quo ante) va ser acabada el 1891 o bé el 1897 al carrer Halenárskiej a Trnava, Eslovàquia. La sinagoga va ser construïda en l'estil morisc-romà d'Orient. L'edifici va ser devastat durant la Segona Guerra Mundial. Avui la sinagoga és un centre d'art contemporani, que alberga la galeria Koniarek Ján, i que ofereix una sèrie d'exposicions i concerts.
A l'interior, l'absis i la capella estan envoltats per una galeria per a les dones, que és recolzada per columnes de ferro colat amb capitells composts. Al centre de la capella hi ha una cúpula de cristall, amb el seu disseny original.